# Borelsche σ-Algebra
Die borelsche σ-Algebra ist ein Mengensystem in der Maßtheorie und essentiell für den axiomatischen Aufbau der modernen Stochastik und Integrationstheorie. Die borelsche σ-Algebra ist eine σ-Algebra, die alle Mengen enthält, denen man naiverweise ein Volumen oder eine Wahrscheinlichkeit zuordnen will, schließt aber Negativresultate wie den Satz von Vitali aus.
Ihre besondere Bedeutung erhält die borelsche σ-Algebra dadurch, dass sie auf natürliche Weise an die Struktur von topologischen Räumen und damit sowohl an metrische als auch an normierte Räume angepasst ist. Dies zeigt sich unter anderem darin, dass bezüglich der borelschen σ-Algebra alle stetigen Funktionen immer messbar sind.
Die in der borelschen σ-Algebra enthaltenen Mengen lassen sich nur in sehr seltenen Fällen vollständig beschreiben. Es ist jedoch umgekehrt schwer, eine Menge zu konstruieren, die nicht in der borelschen σ-Algebra liegt. Als grobe Faustregel gilt, dass sie „fast alle vorkommenden“ Mengen beziehungsweise „jede Menge, die man sich konstruktiv herstellen kann“ enthält.
Die in der borelschen σ-Algebra enthaltenen Mengen werden Borel-Mengen, borelsche Mengen oder auch Borel-messbare Mengen genannt. Die Namensgebung der σ-Algebra und der Mengen folgt zu Ehren von Émile Borel, der sie im Jahre 1898 erstmals implizit verwendete.

## Definition
Gegeben sei ein topologischer Raum {\displaystyle (X,{\mathcal {O}})}, wobei {\displaystyle {\mathcal {O}}} das Mengensystem der offenen Mengen ist.
Dann heißt die von {\displaystyle {\mathcal {O}}} erzeugte σ-Algebra die borelsche σ-Algebra. Sie wird mit {\displaystyle {\mathcal {B}}(X)} bezeichnet oder, wenn die Menge {\displaystyle X} aus dem Kontext ersichtlich ist, auch als {\displaystyle {\mathcal {B}}}.
Es ist also
{\displaystyle {\mathcal {B}}(X):=\sigma ({\mathcal {O}})},
wobei hier {\displaystyle \sigma (\cdot )} den σ-Operator bezeichnet. Die borelsche σ-Algebra ist also definiert als die (bezüglich Mengeninklusion) kleinste σ-Algebra, die alle offenen Mengen enthält.

### Bemerkungen
- Die borelsche σ-Algebra ist stets eindeutig bestimmt.
- Eine borelsche σ-Algebra ermöglicht es somit, einen topologischen Raum in kanonischer Weise mit der zusätzlichen Struktur eines Messraums auszustatten. Im Hinblick auf diese Struktur wird der Raum dann auch Borel-Raum genannt. Es werden jedoch auch andere Messräume als Borel-Räume bezeichnet.
- Für metrische Räume  und normierte Räume wird als Topologie die von der Metrik bzw. Norm erzeugte Topologie gewählt.
- Die in der borelschen σ-Algebra enthaltenen Mengen werden Borel-Mengen genannt. Die Klasse der Borel-Mengen ist eine Unterklasse der Klasse der suslinschen oder auch analytischen Mengen.[4]

## Die borelsche σ-Algebra auf den reellen Zahlen
Die Menge {\displaystyle \mathbb {R} } der reellen Zahlen wird üblicherweise mit der Topologie ausgestattet, die durch die offenen Intervalle {\displaystyle (a,b)} mit rationalen Endpunkten aufgespannt wird. Damit ist die borelsche σ-Algebra eine separable σ-Algebra. Obwohl man in Einzelfällen auch andere Topologien auf {\displaystyle \mathbb {R} } betrachtet, gilt diese als die kanonische Topologie auf {\displaystyle \mathbb {R} }, und die aus ihr abgeleitete borelsche σ-Algebra wird schlicht als die borelsche σ-Algebra auf {\displaystyle \mathbb {R} } bezeichnet.
Die borelsche σ-Algebra von {\displaystyle \mathbb {R} } enthält nicht alle Teilmengen von {\displaystyle \mathbb {R} }. Es lässt sich sogar zeigen, dass die borelsche σ-Algebra von {\displaystyle \mathbb {R} } gleichmächtig zu {\displaystyle \mathbb {R} } ist, während die Menge aller Teilmengen von {\displaystyle \mathbb {R} } eine echt größere Mächtigkeit als {\displaystyle \mathbb {R} } besitzt.

### Erzeuger
Die borelsche σ-Algebra wird nicht direkt definiert, sondern implizit über einen Erzeuger. Dies ist ein vorgegebenes Mengensystem {\displaystyle {\mathcal {E}}}, das die borelsche σ-Algebra in dem Sinne erzeugt, dass sie die kleinste σ-Algebra ist, die alle Mengen des Erzeugers erhält. Für Details siehe Erzeuger einer σ-Algebra. Einige der möglichen Erzeuger sind die folgenden:
- {\displaystyle {\mathcal {E}}_{0}=\{A\subset \mathbb {R} \mid A{\text{ ist offen }}\}} per Definition
- {\displaystyle {\mathcal {E}}_{1}=\{[a,b]\subset \mathbb {R} \mid a\leq b\}} oder {\displaystyle {\mathcal {E}}_{2}=\{[a,b]\subset \mathbb {R} \mid a\leq b,\;a,b\in \mathbb {Q} \}}
- {\displaystyle {\mathcal {E}}_{3}=\{(a,b)\subset \mathbb {R} \mid a<b\}} oder {\displaystyle {\mathcal {E}}_{4}=\{(a,b)\subset \mathbb {R} \mid a<b,\;a,b\in \mathbb {Q} \}}
- {\displaystyle {\mathcal {E}}_{5}=\{(a,b]\subset \mathbb {R} \mid a\leq b\}} oder {\displaystyle {\mathcal {E}}_{6}=\{(a,b]\subset \mathbb {R} \mid a\leq b,\;a,b\in \mathbb {Q} \}}
- {\displaystyle {\mathcal {E}}_{7}=\{(-\infty ,a]\mid a\in \mathbb {R} \}} oder {\displaystyle {\mathcal {E}}_{8}=\{(-\infty ,a]\mid a\in \mathbb {Q} \}}
- {\displaystyle {\mathcal {E}}_{9}=\{(-\infty ,a)\mid a\in \mathbb {R} \}} oder {\displaystyle {\mathcal {E}}_{10}=\{(-\infty ,a)\mid a\in \mathbb {Q} \}}

Insbesondere existieren offensichtlich mehrere Erzeuger für die borelsche σ-Algebra. Die borelsche σ-Algebra ist aber durch die Angabe eines Erzeugers eindeutig bestimmt. Dabei ist die Wahl des konkreten Erzeugers oft situationsabhängig. Häufig wählt man durchschnittsstabile Mengensysteme als Erzeuger, da bei ihnen nach dem Maßeindeutigkeitssatz ein Maß schon durch die Angabe der Werte auf dem Erzeuger eindeutig bestimmt ist. Bei Verwendung von Verteilungsfunktionen bieten sich die Erzeuger {\displaystyle {\mathcal {E}}_{7}} bis {\displaystyle {\mathcal {E}}_{10}} an. Für Approximationsargumente werden oft die Intervalle mit rationalen Grenzen verwendet. Insbesondere sind die hier aufgeführten Erzeuger {\displaystyle {\mathcal {E}}_{5}} und {\displaystyle {\mathcal {E}}_{6}} Halbringe (wenn man jeweils {\displaystyle (a,a]:=\emptyset } definiert, so dass die Erzeuger die leere Menge enthalten).

### Enthaltene Mengen
Die in der borelschen σ-Algebra enthaltenen Mengen sind reichhaltig. Sie enthält
- alle offenen Mengen, alle abgeschlossenen Mengen und alle kompakten Mengen
- alle Intervalle der Form {\displaystyle (a,b),[a,b],(a,b],[a,b)} für {\displaystyle a,b\in \mathbb {R} } sowie {\displaystyle (-\infty ,b),(-\infty ,b],(a,\infty )} und {\displaystyle [a,\infty )}
- alle Punktmengen, also Mengen der Form {\displaystyle \{a\}} für {\displaystyle a\in \mathbb {R} } und alle endlichen Teilmengen von {\displaystyle \mathbb {R} } und alle abzählbar unendlichen Teilmengen von {\displaystyle \mathbb {R} }
- Aus den definierenden Eigenschaften von  σ-Algebren folgt direkt, dass endliche und abzählbar unendliche Vereinigungen und Schnitte von Borelmengen wieder Borelmengen sind, ebenso die Differenz und das Komplement.
- Ist {\displaystyle f\colon \mathbb {R} \to \mathbb {R} } stetig, so sind auch Urbilder von Borelmengen wieder Borelmengen, insbesondere also auch Niveaumengen, Subniveaumengen und Superniveaumengen.

### Die borelsche σ-Algebra auf den erweiterten reellen Zahlen
Teils werden die reellen Zahlen um die Werte {\displaystyle \pm \infty } erweitert, man nennt dann entsprechend
{\displaystyle {\overline {\mathbb {R} }}:=\mathbb {R} \cup \{+\infty ,-\infty \}}
die erweiterten reellen Zahlen. Sie treten zum Beispiel bei der Untersuchung von numerischen Funktionen auf. Die borelsche σ-Algebra auf den erweiterten reellen Zahlen wird dann erklärt durch
{\displaystyle {\mathcal {B}}({\overline {\mathbb {R} }}):=\{A\cup E\mid A\in {\mathcal {B}}(\mathbb {R} ),\;E\subseteq \{-\infty ,\infty \}\}}.
Sie besteht demnach aus allen Borel-Mengen auf den reellen Zahlen sowie aus diesen Borel-Mengen vereinigt mit {\displaystyle \{\infty \}}, {\displaystyle \{-\infty \}} oder {\displaystyle \{\infty ,-\infty \}}.

## Weitere borelsche σ-Algebren

### Die borelsche σ-Algebra auf separablen metrischen Räumen
Gegeben sei ein separabler metrischer Raum {\displaystyle (X,d)}. Die offenen Kugeln erzeugen als Basis eine Topologie, diese wird von der Metrik erzeugte Topologie genannt. Jede offene Menge ist aufgrund der Separabilität (welche im metrischen Fall zum zweiten Abzählbarkeitsaxiom äquivalent ist) als abzählbare Vereinigung von offenen Kugeln zu schreiben. Die kleinste {\displaystyle \sigma }-Algebra, die die offenen Kugeln enthält, enthält daher alle offenen Mengen und ist somit gleich der borelschen {\displaystyle \sigma }-Algebra.
Auf den Spezialfall {\displaystyle X\subseteq \mathbb {R} ^{n}} und {\displaystyle d} die euklidische Metrik wird in den folgenden Abschnitten näher eingegangen.

### Die borelsche σ-Algebra auf endlichdimensionalen reellen Vektorräumen
Auf den endlichdimensionalen Vektorräumen {\displaystyle \mathbb {R} ^{n}} wird die kanonische Topologie von
den {\displaystyle n}-dimensionalen Quadern {\displaystyle (a_{1},b_{1})\times \dotsb \times (a_{n},b_{n})} mit rationalen Koordinaten {\displaystyle a_{i}} und {\displaystyle b_{i}} aufgespannt. Sie ist gleichzeitig die {\displaystyle n}-fache Produkttopologie der kanonischen Topologie auf {\displaystyle \mathbb {R} }. Die von ihr erzeugte borelsche σ-Algebra heißt analog zum eindimensionalen Fall die borelsche σ-Algebra auf {\displaystyle \mathbb {R} ^{n}}.
Auf diese Art ist auch elegant die borelsche σ-Algebra der komplexen Zahlen erklärt: Man nutzt einfach die Vektorraumisomorphie zwischen {\displaystyle \mathbb {C} } und {\displaystyle \mathbb {R} ^{2}}.
Teilmengen, die nicht zur borelschen σ-Algebra gehören, weisen in der Regel einen intuitiv exotischen Charakter auf. Im dreidimensionalen reellen Raum bilden die Mengen, die beim Banach-Tarski-Paradoxon Verwendung finden, ein Beispiel für solche, nicht zur borelschen σ-Algebra gehörende Teilmengen.

## Die borelsche σ-Algebra auf allgemeinen topologischen Räumen
Die Eigenschaften der borelschen σ-Algebra in beliebigen topologischen Räumen hängen wesentlich von der Struktur des topologischen Raumes ab. Allgemein lässt sich nur sagen, dass die borelsche σ-Algebra immer alle offenen (per Definition) und alle abgeschlossenen Mengen (aufgrund der Komplementstabilität) enthält.
Je mehr Struktur der topologische Raum besitzt, umso mehr Mengen enthält dann auch die borelsche σ-Algebra. Es gilt:
- Ist der topologische Raum ein T1-Raum, so sind alle einelementigen Mengen in der borelschen σ-Algebra enthalten. Damit sind auch alle endlichen Mengen, alle abzählbar unendlichen Mengen und alle Mengen mit endlichem oder abzählbar unendlichem Komplement in der borelschen σ-Algebra enthalten.
- Ist der topologische Raum ein Hausdorff-Raum (wie zum Beispiel ein metrischer Raum), so sind alle kompakten Mengen abgeschlossen und damit in der borelschen σ-Algebra enthalten.

## Produkträume und die borelsche σ-Algebra
Sind zwei topologische Räume {\displaystyle (X_{1},{\mathcal {O}}_{1})} und {\displaystyle (X_{2},{\mathcal {O}}_{2})} gegeben, so lässt sich die borelsche σ-Algebra auf zweierlei Arten definieren:
- Entweder man bildet den (topologischen) Produktraum {\displaystyle X_{1}\times X_{2}}, versehen mit der Produkttopologie, hier mit {\displaystyle {\mathcal {O}}_{1}\otimes {\mathcal {O}}_{2}} bezeichnet. Die borelsche σ-Algebra auf {\displaystyle X_{1}\times X_{2}} kann dann als die borelsche σ-Algebra der Produkttopologie definiert werden, also als

{\displaystyle {\mathcal {B}}(X_{1}\times X_{2}):=\sigma ({\mathcal {O}}_{1}\otimes {\mathcal {O}}_{2})}
- oder man bildet zuerst die  borelschen σ-Algebren der einzelnen topologischen Räume und dann deren Produkt-σ-Algebra, hier mit {\displaystyle \otimes } bezeichnet:

{\displaystyle {\mathcal {B}}(X_{1}\times X_{2}):=\sigma ({\mathcal {O}}_{1})\otimes \sigma ({\mathcal {O}}_{2})}
Tatsächlich stimmen beide Konstruktionen in vielen Fällen überein, auch wenn die Fragestellung auf Familien von topologischen Räumen {\displaystyle (X_{i})_{i\in I}} ausgeweitet wird. Es gilt:
Ist {\displaystyle (X_{i})_{i\in I}} eine abzählbare Familie von topologischen Räumen, von denen jeder eine abzählbare Basis besitzt (also das zweite Abzählbarkeitsaxiom erfüllt), und sei {\displaystyle X} das topologische Produkt all dieser Räume, so ist
{\displaystyle {\mathcal {B}}(X)=\bigotimes _{i\in I}{\mathcal {B}}(X_{i})}.
Die borelsche σ-Algebra des Produktes ist also die Produkt-σ-Algebra der borelschen σ-Algebren. Die Aussage gilt also insbesondere für alle separablen metrischen Räume und damit auch für {\displaystyle \mathbb {R} }. Somit ist
{\displaystyle {\mathcal {B}}(\mathbb {R} ^{2})={\mathcal {B}}(\mathbb {R} )\otimes {\mathcal {B}}(\mathbb {R} )}.

## Nomenklatur für bestimmte Borel-Mengen
- In der Literatur hat sich folgende von Felix Hausdorff eingeführte Bezeichnung für manche einfache Klassen von Borelmengen durchgesetzt:[6][4][7]

- mit {\displaystyle \operatorname {F} _{\sigma }} werden alle Vereinigungen von abzählbar vielen abgeschlossenen Mengen bezeichnet,
- mit {\displaystyle \operatorname {G} _{\delta }} alle Durchschnitte von abzählbar vielen offenen Mengen,
- mit {\displaystyle \operatorname {F} _{\sigma \delta }} alle Durchschnitte von abzählbar vielen {\displaystyle \operatorname {F} _{\sigma }}-Mengen,
- mit {\displaystyle \operatorname {G} _{\delta \sigma }} alle Vereinigungen von abzählbar vielen {\displaystyle \operatorname {G} _{\delta }}-Mengen,
- mit {\displaystyle \operatorname {F} _{\sigma \delta \sigma }} alle Vereinigungen von abzählbar vielen {\displaystyle \operatorname {F} _{\sigma \delta }}-Mengen,
- mit {\displaystyle \operatorname {G} _{\delta \sigma \delta }} alle Durchschnitte von abzählbar vielen {\displaystyle \operatorname {G} _{\delta \sigma }}-Mengen
usw.
Alle {\displaystyle \operatorname {F} _{\sigma }}, {\displaystyle \operatorname {G} _{\delta }}, {\displaystyle \operatorname {F} _{\sigma \delta }}, {\displaystyle \operatorname {G} _{\delta \sigma }}, {\displaystyle \operatorname {F} _{\sigma \delta \sigma }}, {\displaystyle \operatorname {G} _{\delta \sigma \delta }},...-Mengen sind Borelmengen. Dieses Schema ermöglicht aber nicht, alle Borelmengen zu beschreiben, weil die Vereinigung von allen diesen Klassen im Allgemeinen bezüglich der Axiome einer {\displaystyle \sigma }-Algebra noch nicht abgeschlossen ist.
- In der deskriptiven Mengenlehre bezeichnet man die offenen Mengen auch als {\displaystyle \Sigma _{1}^{0}}-Mengen, die {\displaystyle \operatorname {F} _{\sigma }}-Mengen als {\displaystyle \Sigma _{2}^{0}}-Mengen, die {\displaystyle \operatorname {G} _{\delta \sigma }}-Mengen als {\displaystyle \Sigma _{3}^{0}}-Mengen etc. Komplemente von {\displaystyle \Sigma _{n}^{0}}-Mengen heißen {\displaystyle \Pi _{n}^{0}}-Mengen; so sind etwa die {\displaystyle \Pi _{2}^{0}}-Mengen genau die {\displaystyle \operatorname {G} _{\delta }}-Mengen.

## Anwendung
Die Menge {\displaystyle \Omega } zusammen mit der borelschen σ-Algebra ist ein Messraum und liegt den Borelmaßen als solcher zugrunde. Alle Elemente der borelschen σ-Algebra (die selbst Mengen sind) werden Borel-messbar genannt; nur diesen werden durch ein Borel-Maß Werte zugeordnet.